# Selezioni giovanili della nazionale maschile di pallacanestro della Cecoslovacchia
Le selezioni giovanili della nazionale di pallacanestro della Cecoslovacchia sono state gestite dalla Federazione cestistica della Cecoslovacchia ed hanno partecipato ai tornei cestistici internazionali per squadre nazionali, limitatamente a specifiche classi d'età.

## Universitaria
Rappresentava la selezione composta dagli atleti universitari della nazionale cecoslovacca.

### Partecipazioni
Universiadi
- 1959 -  3°
- 1961 -  3°
- 1965 - 5°
- 1970 - 9°
- 1973 - 8°

- 1977 -  3°

 Cecoslovacchia universitaria - Pallacanestro alla I UniversiadeJanout, Janovský, Kadeřábek, Kašper, Konvička, Křivý, Lukášik, Pištělák, Rosíval, Šotola, Šťastný, All. -
 Cecoslovacchia universitaria - Pallacanestro alla II Universiade - Torneo maschile4 Baroch, 5 Horňanský, 6 Hummel, 7 Koller, 8 Kop, 9 Kraus, 10 Křivý, 11 Mifka, 12 Rižička, 13 I. Rosíval, 14 P. Rosíval, 15 Šťastný,        All. -
 Cecoslovacchia universitaria - Pallacanestro alla IX Universiade - Torneo maschile4 Bojanovský, 5 Brabenec, 6 Hraška, 7 Klimeš, 8 Kos, 9 Kropilák, 10 Nečas, 11 Petr, 12 Pospíšil, 13 Ptáček,        All. -

## Under-22
Ha rappresentato i migliori giocatori di nazionalità cecoslovacca di età non superiore ai 22 anni. Ha partecipato a tutte le manifestazioni internazionali giovanili di pallacanestro per nazioni gestite dalla FIBA.

### Partecipazioni
FIBA EuroBasket Under-22
- 1992 - 5°

 Cecoslovacchia under 22 - Campionato europeo maschile di pallacanestro Under-22 19924 Czudek, 5 Weiss, 6 Jelínek, 7 Michalík, 8 Bečka, 9 Micuda, 10 Suk, 11 Kramer, 12 Němec, 13 Formánek, 14 Kneifl, 15 Ištok,        All. -

## Under-18
Ha rappresentato i migliori giocatori di nazionalità cecoslovacca di età non superiore ai 18 anni. Ha partecipato a tutte le manifestazioni internazionali giovanili di pallacanestro per nazioni gestite dalla FIBA.

### Partecipazioni
FIBA EuroBasket Under-18
- 1964 - 5°
- 1966 - 4°
- 1968 - 10°
- 1970 - 8°

- 1972 - 5°
- 1974 - 9°
- 1978 - 7°
- 1980 - 8°

- 1982 - 7°
- 1984 - 6°
- 1986 - 8°
- 1988 -  3°

- 1990 - 11°

## Under-16
Ha rappresentato i migliori giocatori di nazionalità cecoslovacca di età non superiore ai 16 anni. Ha partecipato a tutte le manifestazioni internazionali giovanili di pallacanestro per nazioni gestite dalla FIBA.

### Partecipazioni
FIBA EuroBasket Under-16
- 1973 - 11°
- 1975 - 8°
- 1991 - 10°